# Romain Zingle
Romain Zingle (Lobbes, 29 de enero de 1987) es un ciclista belga que fue profesional entre 2008 y 2015.

## Biografía
Integrante del equipo Gobert.com en 2008, se convierte en un hombre rápido al estar a punto de ganar Lieja-Bastoña-Lieja sub-23 en la que queda segundo, termina también segundo en Copa de las Naciones sub-23, por detrás de su compatriota Jan Bakelants y segundo en la París-Tours sub-23, batido al sprint por Tony Gallopin. Realiza una buena temporada sub-23 el año siguiente lo que hace que fiche por el equipo Cofidis, le Crédit en Ligne en 2010. Durante esta temporada corre su primera gran vuelta, la Vuelta a España, en la que consiguió un segundo puesto en la décima etapa.
El 15 de julio de 2015 anunció su retirada del ciclismo tras seis temporadas como profesional y con 28 años de edad, debido a una miocarditis que le impedía hacer esfuerzos deportivos intensos.

## Palmarés
2009
- Circuito de Valonia

## Resultados en Grandes Vueltas
| Carrera | Carrera         | 2008 | 2009 | 2010 | 2011  | 2012 | 2013 | 2014 | 2015 |
| ------- | --------------- | ---- | ---- | ---- | ----- | ---- | ---- | ---- | ---- |
|         | Giro de Italia  | —    | —    | —    | —     | —    | —    | —    | —    |
|         | Tour de Francia | —    | —    | —    | 152.º | 90.º | —    | —    | —    |
|         | Vuelta a España | —    | —    | 87.º | —     | —    | 91.º | 83.º | —    |

—: no participa

Ab.: abandono